# トゥオンティン県

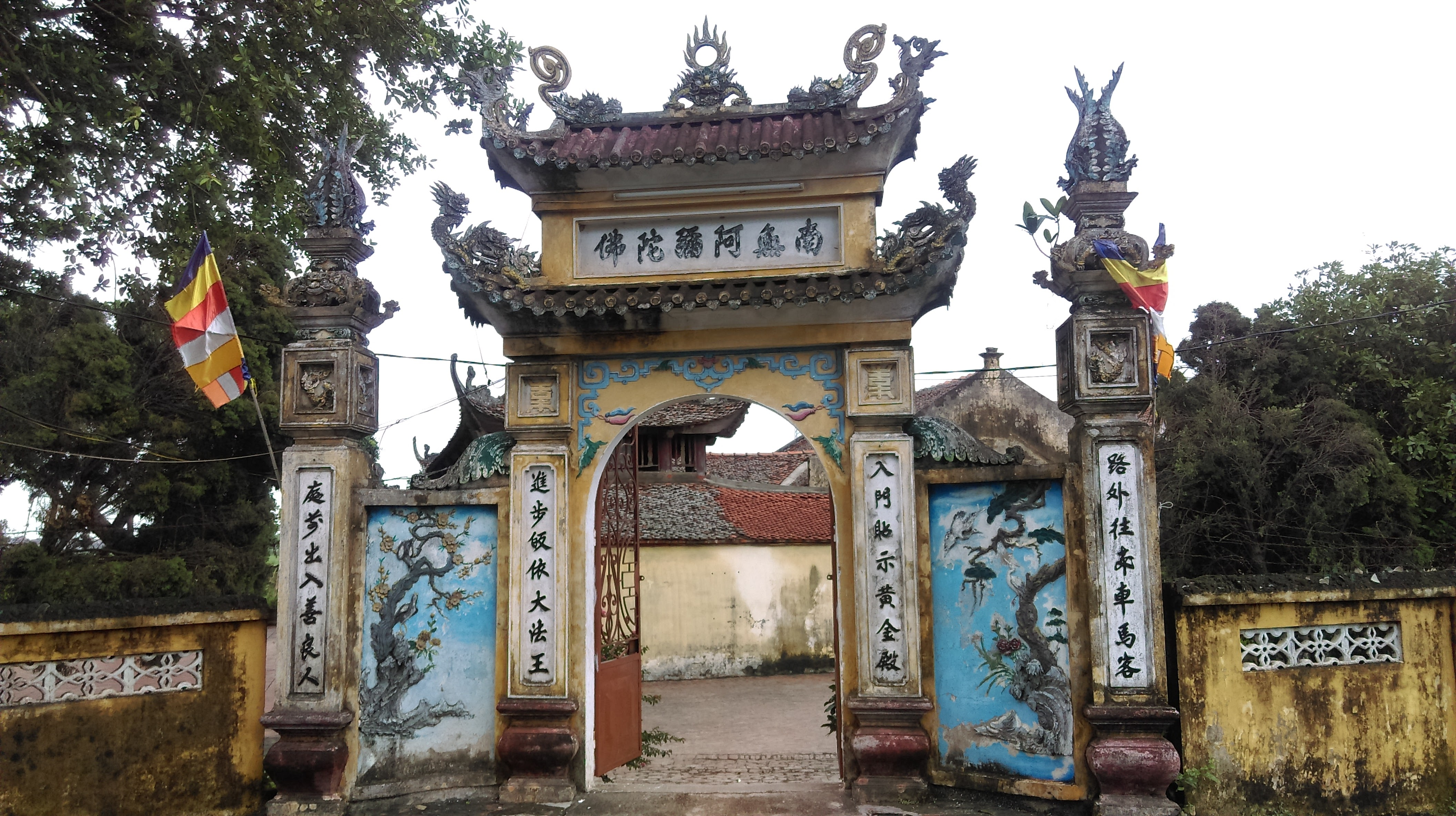
ファップヴァン寺院

トゥオンティン県（トゥオンティンけん、ベトナム語：Huyện Thường Tín / 縣常信）は、ベトナム社会主義共和国の首都ハノイ市に存在する行政区。

## 行政
トゥオンティン県は以下の行政単位に区分される。
- トゥオンティン市鎮（Thường Tín / 常信）
- チュオンズオン社（Chương Dương / 彰陽）
- ズンティエン社（Dũng Tiến / 勇進）
- ズイエンタイ社（Duyên Thái / 沿泰）
- ハホイ社（Hà Hồi / 河洄）
- ヒエンザン社（Hiền Giang / 賢江）
- ホアビン社（Hòa Bình / 和平）
- ホンヴァン社（Hồng Vân / 紅雲）
- カインハ社（Khánh Hà / 慶河）
- レロイ社（Lê Lợi / 黎利）
- リエンフオン社（Liên Phương / 蓮芳）
- ミンクオン社（Minh Cường / 盟強）
- ギエムスエン社（Nghiêm Xuyên / 嚴川）
- グエンチャイ社（Nguyễn Trãi / 阮廌）
- ニケー社（Nhị Khê / 蕊溪）
- ニンソ社（Ninh Sở / 寧所）
- クアットドン社（Quất Động / 橘洞）
- タンミン社（Tân Minh / 新明）
- タンロイ社（Thắng Lợi / 勝利）
- トンニャット社（Thống Nhất / 統一）
- トゥーフー社（Thư Phú / 書賦）
- ティエンフォン社（Tiền Phong / 前鋒）
- トーヒエウ社（Tô Hiệu / 蘇號）
- トゥーニエン社（Tự Nhiên / 自然）
- ヴァンビン社（Văn Bình / 文平）
- ヴァンディエム社（Vạn Điểm / 萬點）
- ヴァンフー社（Văn Phú / 文富）
- ヴァントゥー社（Văn Tự / 文字）
- ヴァンタオ社（Vân Tảo / 雲早）